# Охі Омойжуанфо
Охі Ентоні Квоеме Омойжуанфо (норв. Ohi Anthony Kwoeme Omoijuanfo), відоміший під скороченим ім'ям Охі Омойжуанфо (норв. Ohi Omoijuanfo, нар. 10 січня 1994, Осло) — норвезький футболіст нігерійського походження, нападник китайського клубу «Чанчунь Ятай» та національної збірної Норвегії.
Чемпіон Норвегії 2019 року. Чемпіон Сербії сезону 2021—2022 років, володар Кубка Сербії 2021—2022 років.

## Клубна кар'єра
Охі Омойжуанфо народився у сім'ї нігерійця і норвежки. У дорослому футболі дебютував 2010 року в команді «Ліллестрем», в якій провів чотири сезони, взявши участь у 82 матчах чемпіонату, та був одним із основних гравців атакувальної ланки команди.
Протягом 2015 року Охі Омойжуанфо грав у складі норвезької команди другого дивізіону «Єрв». У 2016 Омойжуанфо став гравцем команди Елітесеріен «Стабек», у складі якого був одним із кращих бомбардирів, зігравши за три роки 89 матчів, у яких відзначився 29 забитими м'ячами.
У 2019 році Охі Омойжуанфо став гравцем клубу «Молде». У перший же рік став у складі клубу чемпіоном Норвегії. На початку 2022 року перейшов до складу сербського клубу «Црвена Звезда», у складі якого став чемпіоном Сербії та володарем Кубка Сербії. З другої половини 2022 року футболіст грає у складі данської команди «Брондбю».
В січні 2025 року Охі Омойжуанфо перейшов до клубу Китайської Суперліги «Чанчунь Ятай».

## Виступи за збірні
2010 року дебютував у складі юнацької збірної Норвегії (U-16), загалом на юнацькому рівні грав у складі збірних різних вікових груп до 2013 року, зіграв у 39 іграх на юнацькому рівні, відзначившись 13 забитими голами.
Протягом 2014—2016 років залучався до складу молодіжної збірної Норвегії. На молодіжному рівні зіграв у 7 офіційних матчах, забив 1 гол.
2017 року дебютував в офіційних матчах у складі національної збірної Норвегії у товариському матчі зі збірною Швеції.
| Дата       | Місто  | Господарі | Результат | Гості    | Турнір           | Голи | Примітки |
| ---------- | ------ | --------- | --------- | -------- | ---------------- | ---- | -------- |
| 13-6-2017  | Осло   | Норвегія  | 1 – 1     | Швеція   | товариський матч | -    | 46'      |
| 17-11-2022 | Дублін | Ірландія  | 1 – 2     | Норвегія | товариський матч | 1    | 74'      |
| Усього     |        | Матчів    | 2         |          | Голів            | 1    |          |

## Титули і досягнення
- Чемпіон Норвегії (1):

«Молде»: 2019
- Найкращий бомбардир Чемпіонату Норвегії (1):

«Молде»: 2021
- Чемпіон Сербії (1):

«Црвена Звезда»: 2021-22
- Володар Кубка Сербії (1):

«Црвена Звезда»: 2021-22